# Caetano Calil
Caetano Prósperi Calil, mais conhecido como Caetano (Guaxupé, 20 de maio de 1984), é um ex-futebolista brasileiro que atuava como meia. Possui também passaporte italiano.

## Carreira
Caetano começou sua carreira no juvenil do São Paulo, foi convocado para a seleção brasileira Sub-17 e participou do Mundial de 2001 desta categoria, onde se destacou com 4 gols e recebeu o prêmio da chuteira de bronze da FIFA.
Em 2002 passou para o Corinthians e então iniciou sua carreira profissional no Cruzeiro de Belo Horizonte, depois em 2004 foi para o Santos, porém não jogou nenhuma partida no Campeonato Brasileiro, vencido pelo Peixe.
Em 2005 foi contratado pelo Atlético Paranaense e depois cedido para o Roma de Apucarana para participar do Campeonato Paranaense de 2005.
Sucessivamente Caetano foi para o Atlético Paranaense onde jogou cinco partidas do Campeonato Brasileiro e marca dois gols, porém se machuca e fica por um longo período parado. Depois ele vai jogar no Avaí onde disputa a Série B do Campeonato Brasileiro de 2006. Depois é vendido para o Guaratinguetá, equipe que participa do campeonato Paulista de 2007 e em seguida cedido ao Ipatinga também da Série B do Campeonato brasileiro de 2007.
Em 2007, vai para o futebol italiano quando a Fiorentina e o Siena em parceria contratam o jogador para jogar a próxima temporada.
Em 1 de julho de 2013, Caetano é contratado pelo Varese. Pelos Leopardi, atuou em 23 jogos e marcou 12 gols.
Jogou também por Salernitana, Catania, Livorno, Siracusa, Ħamrun Spartans (Malta) e Paganese, onde se aposentou em 2020.

## Prêmios
- 2001 - Chuteira de Bronze da FIFA Mundial Sub-17 (3º Melhor Artilheiro)[4]
- 2001 - 4º melhor jogador do Mundial Sub-17

## Títulos
Salernitana
- Lega Pro: 2014–15[10][11]